# Вайян, Себастьян
Себастья́н Вайя́н (фр. Sébastien Vaillant, 26 мая 1669 года — 20 мая 1722 года) — французский ботаник и миколог.

## Биография
Себастьян Вайян родился в муниципалитете Виньи 26 мая 1669 года.
Он изучал ботанику в парижском Саду растений вместе с Турнефором.
В 1716 году Себастьян Вайян был избран членом Французской академии наук. Вайян предложил критерий для классификации грибов, который вошёл в книгу De plantes, изданную в 1727 году, уже после смерти автора. Классификация Вайяна была основана на строении нижней поверхности шляпки, то есть гименофора. Такая классификация оказалась очень удобной и используется до сих пор при сборе грибов, а признаки строения гименофора, изучаемые современными методами, продолжают использоваться в систематике. Вайян обратил внимание на структуру грибов, связанную с их размножением, однако функция её в то время была неизвестной. Вайян писал, что «грибы — это дьявольское произведение, нарушающее общую гармонию природы, чтобы смущать самых талантливых исследователей и приводить в отчаяние молодых ботаников».
Вайян занимался изучением цветка, доказывая, что главнейшими его частями являются пестик и тычинка. По мнению американского историка ботаники Эдварда Ли Грина, Вайян своими исследованиями совершил «самое большое из многих дел, которое он совершил для ботаники»; эти исследования были положены Карлом Линнеем в основу своей половой системы классификации растений — Системы Линнея, опубликованной в 1735 году.
Себастьян Вайян умер в Париже 26 мая 1722 года.

## Научные работы

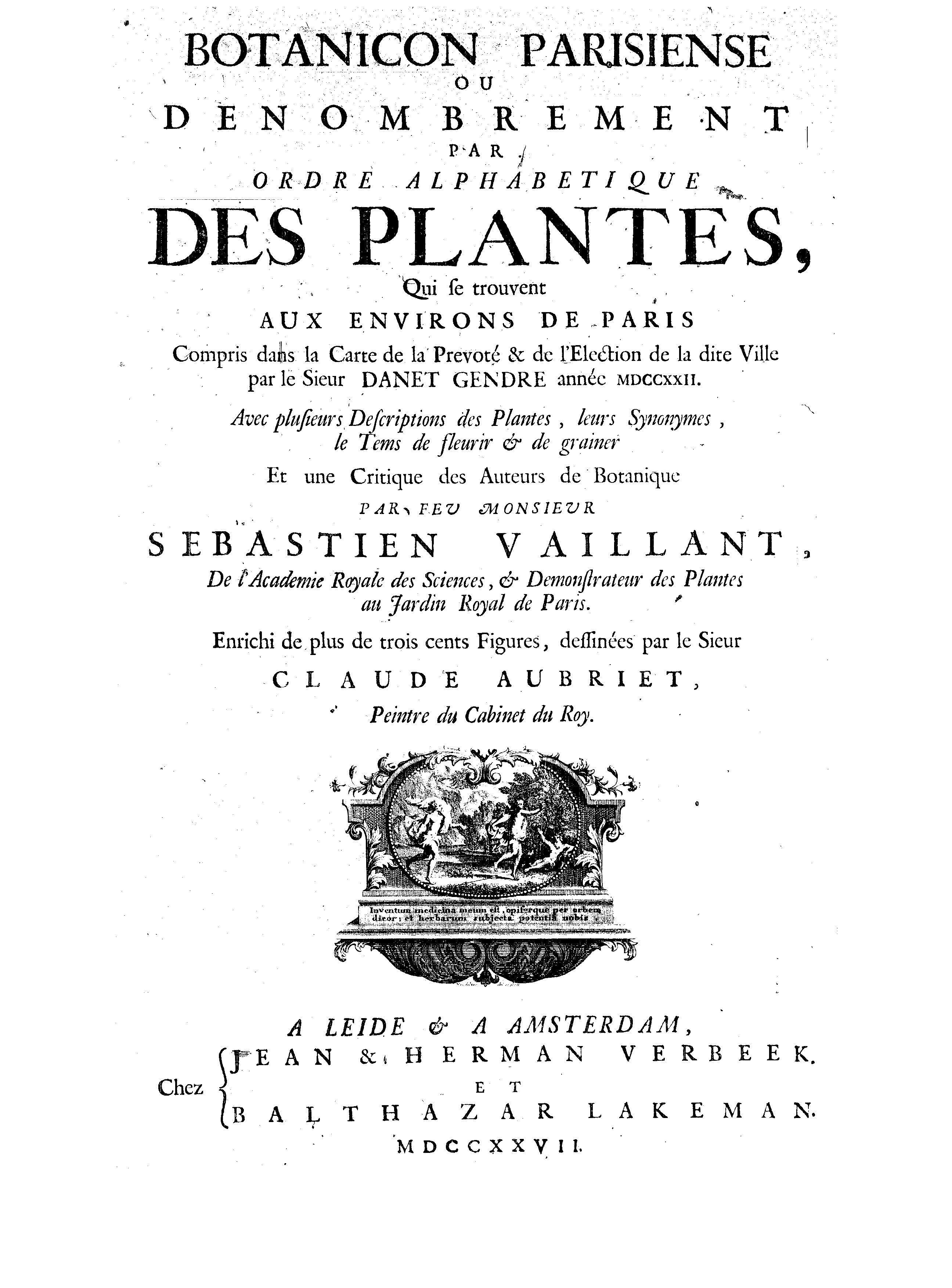
Страница издания Botanicon Parisiense, 1727

- Discours sur la structure des fleurs: leurs différences et l’usage de leurs parties prononcé à l’ouverture du jardin royal de Paris, le Xe jour du mois de juin 1717 et l'établissement des trois nouveaux genres de plantes, l’araliastrum, la sheradia, la boerhaavia avec la description de nouvelles plantes rapportées au dernier genre (Leiden, 1718).
- Etablissement de nouveaux caracteres de trois familles ou classes de plantes à fleurs composées; scavoir, des Cynarocephales, des Corymbiferes et des Cichoracees. (Paris 1718—1721).
- Caracteres de quatorze genres de plantes: le dénombrement de leurs espéces; les descriptions de quelques-unes, & les figures de plusieurs. (Paris, 1719).
- Suite de l’eclaircissement de nouveaux caracteres de plantes. (Paris, 1721).
- Remarques sur la methode de M. Tournefort. (Paris, 1722).
- Sebastiani Vaillant botanicon Parisiense: operis majoris prodituri prodromus. (Leiden, 1723).
- Botanicon Parisiense ou, Denombrement par ordre alphabetique des plantes, qui se trouvent aux environs de Paris: avec plusieurs descriptions des plantes, leurs synonymes, le Tems de fleurir & de grainer et une critique des auteurs de botanique /par Sebastien Vaillant; enrichi de plus de trois cents figures, dessinéss par le sieur Claude Aubriet. (Leiden, 1727).

## Почести
Жозеф Питтон де Турнефор назвал в его честь род растений Vaillantia семейства Мареновые.